# Kizzy Ysatis
Kizzy Ysatis, pseudônimo de Cristiano Marinho (Santos, 1977), é um escritor brasileiro de Literatura-fantástica gótica.

## Biografia
Entre os trabalhos realizados, o de maior destaque é o romance O Clube dos Imortais, uma narrativa de tema vampírico que constrói uma história alternativa envolvendo o poeta Álvares de Azevedo na trama central; o romance foi premiado pela União Brasileira dos Escritores (UBE) com o prêmio Rachel de Queiroz, atraindo atenção acadêmica e publicitária para o autor.
Entre as influências literárias que marcam seu estilo, contam-se escritores famosos de obra sombria como Edgar Allan Poe, Virginia Woolf, além de outros escritores brasileiros como  Lygia Fagundes Telles.

## Obra
- Clube dos Imortais - A Nova Quimera dos Vampiros (Prêmio Rachel de Queiroz de melhor romance, UBE 2005 - Editora Novo Século, 2006)[1]
- Diário da Sibila Rubra - O Retorno das Bruxas (Romance - Editora Novo Século, 2008)[1]
- Território V (Contos - Terracota, 2009 - Organizador)[3]
- A Tríade (Romance - Terracota, 2010 - Co-autoria) [3]
- O Mistério do Rio das Rosas Brancas - Prêmio de Honra ao Mérito do Concurso Internacional de Literatura da União Brasileira de Escritores 2011(Romance - Editora Novo Século, 2012) [1]
- O Clube dos Imortais - 2° edição, ilustrada pelo autor ( Prêmio Rachel de Queiroz de melhor romance, UBE 2005. Editora Novo Século, 2013)
- Eterno Castigo (Pequenas Histórias ilustradas pelo autor. Giz Editorial, 2014)